# Gaston Deschamps
Gaston Deschamps, all'anagrafe Charles Pierre Gaston Napoléon Deschamps (Melle, 5 gennaio 1861 – Parigi, 15 maggio 1931), è stato un archeologo, scrittore e giornalista francese.

## Biografia
Entrato nella Ecole Normale nel 1882, Deschamps è stato nominato membro dell'Istituto di ricerca di Atene nel 1885. Ha svolto lavori archeologici ad Amorgo, Chio e in Asia minore.
Al suo ritorno in Francia è stato professore a Sens per tre mesi prima di diventare supervisore presso la Ecole Normale. Dopo esser stato, in Grecia, Deschamps divenne redattore e segretario di redazione del Journal des débats.
Nel 1893 è stato il successore di Anatole France, come critico letterario del quotidiano Le Temps.
È stato professore del Collège de France e ha collaborato a numerose riviste, tra cui Bulletin de Correspondance hellénique, il Revue Bleue, la Revue des Deux Mondes, la Revue de Paris e Le Figaro.
Oltre ai suoi articoli, ha pubblicato anche poesie e opere critiche. Ha anche pubblicato una biografia di Marivaux e un'altra di Pierre Waldeck-Rousseau.
È stato membro del blocco nazionale francese dal 1919 al 1924. È stato membro della United States Commission of Fine Arts dove ne è diventato presidente.

## Opere
- Le Chemin fleuri, récit de voyages. Parigi, Calmann-Lévy, 1896.
- La Grèce d’aujourd’hui, Parigi, A. Colin, 1892.

Il lavoro coronato dell'Accademia di Francia.
- Sur les routes d’Asie, Parigi, A. Colin, 1894.
- La Vie et les livres, Parigi, A. Colin, 1894-1900.
- Le Malaise de la démocratie, Parigi, A. Colin, 1899.
- Le Rythme de la vie, Parigi, A. Colin, 1906.